# Spektakle Teatru Telewizji – lata 2010–2019
Lista spektakli Teatru Telewizji, które miały swoją emisję w latach 2010-2019.
b/d – brak danych
| Autor tekstu oryginalnego | Tytuł                        | Reżyseria          | Data i czas emisji spektaklu | W rolach głównych |
| ------------------------- | ---------------------------- | ------------------ | ---------------------------- | --- |
|                           | Psie głowy                   | Jerzy Zalewski     | 2010-11-08 95 min.           | Jerzy Trela Daniel Olbrychski Jan Peszek Mariusz Bonaszewski Jerzy Światłoń                                                       |
| Juliusz Machulski         | Przerwanie działań wojennych | Juliusz Machulski  | 2010-10-04 79 min.           | Piotr Fronczewski Krzysztof Stelmaszyk                                                                                            |
|                           | Prymas w Komańczy            | Paweł Woldan       | 2010-01-11 83 min.           | Olgierd Łukaszewicz Magdalena Różczka Anna Cieślak Anna Grycewicz Dorota Pomykała                                                 |
| Włodzimierz Kuligowski    | Operacja Reszka              | Ewa Pytka          | 2010-03-15 91 min.           | Jan Wieczorkowski Maciej Zakościelny Zbigniew Lesień Zdzisław Wardejn Krzysztof Banaszyk                                          |
| Kay Mellor                | Namiętna kobieta             | Maciej Englert     | 2010-02-15 93 min.           | Marta Lipińska Piotr Adamczyk Krzysztof Kowalewski Andrzej Zieliński                                                              |
| Beata Dzianowicz          | Koncert życzeń               | Beata Dzianowicz   | 2010-05-10 67 min.           | Katarzyna Herman Ewa Kaim Ewa Gorzelak Władysław Kowalski Olga Rosa                                                               |
|                           | Id                           | Marcin Liber       | 2010-03-30 68 min.           | Beata Zygarlicka Arkadiusz Buszko Robert Gondek                                                                                   |
| William Shakespeare       | Makbet                       | Andrzej Wajda      | 2010-05-25 95 min.           | Krzysztof Globisz Iwona Bielska Roman Gancarczyk Krzysztof Zawadzki Rafał Fudalej                                                 |
| Antoni Czechow            | Sztuka bez tytułu            | Agnieszka Glińska  | 2010-11-30 180 min.          | Borys Szyc Dominika Kluźniak Monika Krzywkowska Grzegorz Daukszewicz Katarzyna Dąbrowska                                          |
| Mark St. Germain          | W roli boga                  | Tomasz Wiszniewski | 2010-09-20 75 min.           | Janusz Gajos Dominika Ostałowska Katarzyna Gniewkowska Andrzej Zieliński Krzysztof Stroiński Magdalena Schejbal Paweł Królikowski |
|                           | Wierność                     | Paweł Woldan       | 2010-06-07 91 min.           | Anna Grycewicz Wojciech Solarz Mariusz Kiljan Dorota Pomykała Łukasz Simlat                                                       |
| Thomas Bernhard           | Wymazywanie                  | Krystian Lupa      | 2010-12-12 309 min.          | Piotr Skiba Jadwiga Jankowska-Cieślak Adam Ferency Andrzej Szeremeta Maja Komorowska                                              |

| Autor tekstu oryginalnego       | Tytuł                            | Reżyseria              | Data i czas emisji spektaklu | W rolach głównych                                                                                               |
| ------------------------------- | -------------------------------- | ---------------------- | ---------------------------- | --- |
| Herbert Berger                  | Nie strój zdobi nieboszczyka     | Jerzy Stuhr            | 2011-09-30 38 min.           | Katarzyna Figura Jan Peszek Jerzy Stuhr Zbigniew Kosowski Roman Gancarczyk                                      |
|                                 | Ifigenia w A...                  | Włodzimierz Staniewski | 2011-12-11 49 min.           | Mariusz Gołaj Joanna Holcgreber Marcin Mrowca Karolina Cicha Krzysztof Globisz                                  |
| Gerald Sibleyras                | Napis                            | Wojciech Nowak         | 2011-01-31 82 min.           | Krzysztof Globisz Agnieszka Wosińska Grzegorz Damięcki Monika Kwiatkowska-Dejczer Jerzy Schejbal Ewa Wiśniewska |
| Adam Wojtyszko/Maciej Wojtyszko | Powidoki                         | Maciej Wojtyszko       | 2011-02-28 87 min.           | Nina Czerkies Mariusz Wojciechowski                                                                             |
| Ludmiła Ulicka                  | Rosyjskie konfitury              | Krystyna Janda         | 2011-03-07 73 min.           | Ignacy Gogolewski Krystyna Janda Paweł Ciołkosz Agnieszka Krukówna Sonia Bohosiewicz                            |
| Tadeusz Różewicz                | Białe małżeństwo                 | Krystyna Meissner      | 2011-06-07 127 min.          | Katarzyna Bednarz Katarzyna Z. Michalska Elżbieta Golińska Ewelina Paszke-Lowitzsch Jerzy Senator               |
| Peter Quilter                   | Boska!                           | Andrzej Domalik        | 2011-10-24 110 min.          | Krystyna Janda Maciej Stuhr Wiktor Zborowski Anna Iberszer Krystyna Tkacz Ewa Telega                            |
| Adam Mickiewicz                 | Dziady                           | Krzysztof Babicki      | 2011-11-01 60 min.           | Grzegorz Przybył Andrzej Warcaba Andrzej Lipski Jerzy Głybin Anna Kadulska                                      |
| David Hare                      | Getsemani                        | Waldemar Krzystek      | 2011-10-17 80 min.           | Magdalena Cielecka Emilia Nagórka Mariusz Bonaszewski Agata Buzek Przemysław Bluszcz                            |
| Witold Gombrowicz               | Iwona, księżniczka Burgunda      | Atilla Keresztes       | 2011-05-17 155 min.          | Agnieszka Radzikowska Grzegorz Przybył Anna Kadulska Michał Rolnicki Jerzy Głybin                               |
| Bolesław Prus                   | Lalka                            | Wojciech Kościelniak   | 2011-03-12 b/d               | Rafał Ostrowski Renata Gosławska Zbigniew Sikora                                                                |
| Hanoch Levin                    | Sprzedawcy gumek                 | Artur Tyszkiewicz      | 2011-03-31 110 min.          | Aleksandra Popławska Janusz Chabior Łukasz Simlat                                                               |
| Bożena Keff                     | Utwór o matce i ojczyźnie        | Marcin Liber           | 2011-04-12 89 min.           | Irena Jun Beata Zygarlicka Anna Pawicka                                                                         |
| Luchino Visconti                | Zmierzch bogów                   | Grzegorz Wiśniewski    | 2011-05-31 88 min.           | Marta Jankowska Dorota Kolak Mirosław Baka Mariusz Bonaszewski Piotr Domalewski                                 |
| Andrzej Bart                    | Boulevard Voltaire               | Andrzej Bart           | 2011-05-09 72 min.           | Ewa Wiśniewska Janusz Gajos Agnieszka Grochowska                                                                |
|                                 | Czarnobyl. Cztery dni w kwietniu | Janusz Dymek           | 2011-04-18 77 min.           | Zbigniew Zamachowski Anna Radwan Urszula Grabowska Leszek Lichota Cezary Morawski                               |
| Bronisław Wildstein             | Dolina nicości                   | Wojciech Nowak         | 2011-09-26 70 min.           | Krzysztof Globisz Mariusz Wojciechowski Andrzej Niemyt Mateusz Kościukiewicz Jerzy Schejbal                     |
| Marek Pruchniewski              | Kontrym                          | Marcin Fischer         | 2011-11-07 69 min.           | Jan Frycz Redbad Klynstra Wojciech Zieliński Andrzej Grabowski Magdalena Czerwińska                             |

| Autor tekstu oryginalnego | Tytuł                      | Reżyseria                         | Data i czas emisji spektaklu | W rolach głównych                                                                                      |
| ------------------------- | -------------------------- | --------------------------------- | ---------------------------- | --- |
| Fiodor Dostojewski        | Bracia Karamazow           | Janusz Opryński                   | 2012-11-13 150 min.          | Łukasz Lewandowski Mariusz Pogonowski Adam Woronowicz                                                  |
| Janosch                   | Cholonek                   | Mirosław Neinert/Robert Talarczyk | 2012-05-08 115 min.          | Grażyna Bułka Izabella Malik Barbara Lubos-Święs Mirosław Neinert Dariusz Stach Robert Talarczyk       |
| Amanita Muskaria          | Daily soup                 | Małgorzata Bogajewska             | 2012-05-14 86 min.           | Danuta Szaflarska Halina Skoczyńska Janusz Gajos Anna Grycewicz                                        |
| Radosław Paczocha         | Faza delta                 | Gabriel Gietzky                   | 2012-06-13 72 min.           | Sławomir Pacek Piotr Ligienza Jacek Beler Anna Smołowik                                                |
|                           | III furie                  | Marcin Liber                      | 2012-03-13 116 min.          | Bartosz Bulanda Rafał Cieluch Katarzyna Dworak Ewa Galusińska Joanna Gonschorek                        |
| Iwan Wyrypajew            | Iluzje                     | Agnieszka Glińska                 | 2012-11-19 78 min.           | Dominika Ostałowska Dorota Landowska Łukasz Lewandowski Krzysztof Stroiński                            |
| Sławomir Mrożek           | Kontrakt                   | Bogdan Ciosek                     | 2012-12-16 88 min.           | Bernard Krawczyk Marcin Szaforz                                                                        |
| Juliusz Machulski         | Next-ex                    | Juliusz Machulski                 | 2012-05-28 85 min.           | Małgorzata Zajączkowska Krzysztof Stelmaszyk Jan Englert Anna Seniuk Julia Rosnowska Jakub Firewicz    |
| Bolesław Leśmian          | Przygody Sindbada Żeglarza | Jarosław Kilian                   | 2012-12-06 132 min.          | Patryk Kośnicki Wiesław Sławik Dariusz Chojnacki Jerzy Głybin Zbigniew Wróbel                          |
| Daniel Colas              | Skarpetki, opus 124        | Maciej Englert                    | 2012-02-27 120 min.          | Piotr Fronczewski Wojciech Pszoniak                                                                    |
| Molier                    | Szkoła żon                 | Jacques Lassalle                  | 2012-03-26 114 min.          | Andrzej Seweryn Anna Cieślak                                                                           |
| Sławomir Mrożek           | Tango                      | Jerzy Jarocki                     | 2012-12-10 107 min.          | Marcin Hycnar Ewa Wiśniewska Jan Frycz Katarzyna Gniewkowska Jan Englert Grzegorz Małecki Kamilla Baar |
| Anton Czechow             | Trzy siostry               | Agnieszka Glińska                 | 2012-09-24 102 min.          | Patrycja Durska Patrycja Soliman Agnieszka Pawełkiewicz Wojciech Solarz Weronika Nockowska             |
|                           | Turandot                   | Paweł Passini                     | 2012-03-27 63 min.           | Paweł Chomczyk Katarzyna Gacal Mariusz Laskowski Katarzyna Tadeusz Iga Załęczna                        |
| Włodzimierz Perzyński     | Lekkomyślna siostra        | Agnieszka Glińska                 | 2012-03-12 80 min.           | Krzysztof Stelmaszyk Ewa Konstancja Bułhak Paweł Paprocki Łukasz Lewandowski Agnieszka Glińska         |
| Łukasz Wylężałek          | Najweselszy człowiek       | Łukasz Wylężałek                  | 2012-04-30 76 min.           | Jerzy Schejbal Andrzej Mastalerz Monika Krzywkowska Anna Czartoryska Mariusz Benoit                    |
| Wojciech Tomczyk          | Komedia romantyczna        | Michał Gazda                      | 2012-02-06 76 min.           | Andrzej Zieliński Urszula Grabowska Adam Nawojczyk Jan Englert                                         |
| Ron Hutchinson            | Księżyc i magnolie         | Maciej Wojtyszko                  | 2012-01-09 64 min.           | Marcin Dorociński Łukasz Simlat Redbad Klijnstra Aleksandra Bożek                                      |

| Autor tekstu oryginalnego          | Tytuł                                         | Reżyseria                                 | Data i czas emisji spektaklu | W rolach głównych                                                                                              |
| ---------------------------------- | --------------------------------------------- | ----------------------------------------- | ---------------------------- | --- |
| Andrzej Bart                       | Bezdech                                       | Andrzej Bart                              | 2013-10-28 75 min.           | Bogusław Linda Krzysztof Stroiński Władysław Kowalski Jerzy Stuhr Andrzej Seweryn Jerzy Trela Katarzyna Figura |
| Julia Holewińska                   | Ciała obce                                    | Jakub Kowalski                            | 2013-03-12 104 min.          | Marek Tynda Justyna Bartoszewicz Łukasz Konopka Magdalena Boć Marzena Nieczuja-Urbańska Piotr Biedroń          |
| Roger Mortimer Smith               | Dawne grzechy                                 | Krzysztof Lang                            | 2013-11-25 65 min.           | Kamilla Baar Adam Woronowicz Tomasz Karolak Jan Frycz                                                          |
| Hanoch Levin                       | Jakobi i Leidental                            | Joanna Zdrada                             | 2013-03-22 116 min.          | Grażyna Bułka Andrzej Święs Andrzej Warcaba                                                                    |
| Piotr Czajkowski                   | Jolanta                                       | Mariusz Treliński                         | 2013-12-29 100 min.          | Anna Netrebko Sergei Aleksashkin Sergei Skorokhodov Alexei Markov                                              |
| Moira Buffini/Anna Reynolds        | Jordan                                        | Grzegorz Kempinsky                        | 2013-12-28 60 min.           | Ewa Kutynia |
| Juliusz Machulski                  | Matka brata mojego syna                       | Juliusz Machulski                         | 2013-05-20 75 min.           | Marian Opania Marta Lipińska Marek Kalita Katarzyna Herman                                                     |
| Gabriela Zapolska                  | Moralność pani Dulskiej. Tragifarsa kołtuńska | Marcin Wrona                              | 2013-03-25 118 min.          | Magdalena Cielecka Robert Więckiewicz Jakub Gierszał Jaśmina Polak Zofia Wichłacz                              |
| Aleksander Fredro                  | Nikt mnie nie zna                             | Jan Englert                               | 2013-04-22 42 min.           | Piotr Adamczyk Beata Ścibakówna Wojciech Malajkat Zbigniew Zamachowski Janusz Gajos                            |
| Tadeusz Bradecki                   | Nokturn                                       | Tadeusz Bradecki                          | 2013-11-11 b/d               | Andrzej Warcaba Grzegorz Głowacki                                                                              |
| Krzysztof Kopka                    | Orkiestra                                     | Jacek Głomb                               | 2013-12-04 83 min.           | Paweł Palcat Paweł Wolak Małgorzata Urbańska Bogdan Grzeszczak Rafał Cieluch                                   |
| Jerzy Wasowski/ Antoni Marianowicz | Pamiętnik pani Hanki                          | Borys Lankosz                             | 2013-09-09 70 min.           | Joanna Kulig Magdalena Cielecka Grzegorz Małecki Danuta Stenka Wiktor Zborowski                                |
| Kazimierz Kutz                     | Piąta strona świata                           | Robert Talarczyk                          | 2013-12-25 95 min.           | Dariusz Chojnacki Artur Święs Bartłomiej Błaszczyński Andrzej Dopierała Barbara Lubos                          |
|                                    | Samotność pól bawełnianych                    | Radosław Rychcik                          | 2013-10-29 70 min.           | Wojciech Niemczyk Tomasz Nosiński                                                                              |
| Aleksander Fredro                  | Świeczka zgasła                               | Jerzy Stuhr                               | 2013-04-22 33 min..          | Maciej Stuhr Agnieszka Radzikowska                                                                             |
| Aleksander Fredro                  | Trzy razy Fredro                              | Jerzy Stuhr Mikołaj Grabowski Jan Englert | 2013-04-22 33 min.           | Maciej Stuhr Agnieszka Radzikowska                                                                             |
| Hanoch Levin                       | Udręka życia                                  | Jan Englert                               | 2013-12-09 85 min.           | Anna Seniuk Janusz Gajos Włodzimierz Press                                                                     |
| Aleksander Fredro                  | Zrzędność i przekora                          | Mikołaj Grabowski                         | 2013-04-22 30 min..          | Roman Gancarczyk Krzysztof Globisz Paulina Puślednik Krzysztof Wieszczek Jerzy Trela                           |
| Günter Grass                       | Idąc rakiem                                   | Krzysztof Babicki                         | 2013-02-05 92 min.           | Rafał Kowal Dariusz Szymaniak Eugeniusz Krzysztof Kujawski Maciej Wizner Szymon Sędrowski                      |
| Savyon Liebrecht                   | Rzecz o banalności miłości                    | Feliks Falk                               | 2013-01-21 94 min.           | Agnieszka Grochowska Teresa Budzisz-Krzyżanowska Piotr Adamczyk Andrzej Grabowski                              |
| Wiesław Myśliwski                  | Saksofon                                      | Izabella Cywińska                         | 2013-10-06 74 min.           | Janusz Gajos Jerzy Radziwiłowicz                                                                               |

| Autor tekstu oryginalnego           | Tytuł                                                               | Reżyseria              | Data i czas emisji spektaklu                           | W rolach głównych |
| ----------------------------------- | ------------------------------------------------------------------- | ---------------------- | ------------------------------------------------------ | --- |
| Lech Mackiewicz                     | Miłobójcy czyli koniec świata w Zabrzu                              | Lech Mackiewicz        | 2014-04-15 86 min.                                     | Joanna Falkowska Danuta Lewandowska Jolanta Niestrój-Malisz Joanna Romaniak Renata Spinek                                                                                        |
| Antoni Czechow                      | Wiśniowy sad                                                        | Izabella Cywińska      | 2014-03-02 100 min.                                    | Antonina Choroszy Anna Mierzwa Gabriela Frycz Bożena Borowska-Kropielnicka Agnieszka Różańska                                                                                    |
| Julia Kijowska Wojciech Faruga      | Walentyna                                                           | Wojciech Faruga        | 2014-11-30 55 min.                                     | Julia Kijowska Irena Wójcik Barbara Szczecińska |
| Petr Zelenka                        | Skutki uboczne                                                      | Leszek Dawid           | 2014-04-14 94 min.                                     | Krzysztof Stroiński Anna Radwan Adam Ferency Magdalena Czerwińska Bartłomiej Kotschedoff                                                                                         |
| Stefania Grodzieńska/Jerzy Jurandot | Sceny niemalże małżeńskie Stefanii Grodzieńskiej                    | Grażyna Barszczewska   | 2014-10-06 78 min.                                     | Grażyna Barszczewska Grzegorz Damięcki Andrzej Poniedzielski |
| Mikołaj Gogol                       | Rewizor                                                             | Jerzy Stuhr            | 2014-11-24 89 min.                                     | Jerzy Stuhr Agata Kulesza Nina Minor Adam Serowaniec Zbigniew Zamachowski |
| Sandor Márai                        | Przygoda                                                            | Jan Englert            | 2014-12-01 77 min.                                     | Jan Englert Beata Ścibakówna Edyta Olszówka Piotr Adamczyk |
| Tadeusz Słobodzianek                | Nasza klasa. Historia w XIV lekcjach                                | Ondrej Spišák          | 2014-12-16 153 min (cz. 1 – 65 min, cz. 2 – 88 min).   | Magdalena Czerwińska Izabela Dąbrowska Anna Gryszkówna Waldemar Barwiński Mariusz Drężek Leszek Lichota Robert T. Majewski Maciej Skuratowicz Marcin Sztabiński Karol Wróblewski |
| Sławomir Mrożek                     | Miłość na Krymie                                                    | Jerzy Jarocki          | 2014-03-24 121 min.                                    | Jan Frycz Małgorzata Kożuchowska Jolanta Fraszyńska Mariusz Bonaszewski Anna Seniuk Janusz Gajos                                                                                 |
| Kornel Makuszyński                  | Krawiec Niteczka                                                    | Zbigniew Głowacki      | 2014-09-12 58 min.                                     | Jacek Popławski Ewa Reymann Marta Popławska Marek Dindorf Piotr Janiszewski |
| Michał Rosiński                     | Kot w butach                                                        | Michał Rosiński        | 2014-03-18 70 min.                                     | Andrzej Skorupa Danuta Orzechowska Izabela Witwicka |
| Zbigniew Białas                     | Korzeniec                                                           | Remigiusz Brzyk        | 2014-04-01 92 min.                                     | Agnieszka Bieńkowska Maria Bieńkowska Ewa Kopczyńska Agnieszka Okońska Edyta Ostojak Michał Bałaga                                                                               |
|                                     | Karski                                                              | Magdalena Łazarkiewicz | 2014-12-28 92 min.                                     | Łukasz Simlat Julia Kijowska Piotr Głowacki Dariusz Toczek Rafał Mohr |
| Adam Mickiewicz                     | Dziady                                                              | Radosław Rychcik       | 2014-10-31 150 min (akt I - 75 min, akt II - 75 min).  | Mariusz Zaniewski Gabriela Frycz Tomasz Nosiński |
| Juliusz Machulski                   | Brancz. Komedia rodzinna                                            | Juliusz Machulski      | 2014-09-08 100 min.                                    | Stanisława Celińska Anna Seniuk Gabriela Muskała Andrzej Zieliński Alicja Juszkiewicz Cezary Pazura Dawid Ogrodnik Olga Bołądź                                                   |
| Edmund Wojnarowski                  | Biegnijcie do szopki. Kolędariusz na Boże Narodzenie i Trzech Króli | Krystian Kobyłka       | 2014-12-11 50 min.                                     | Marta Popławska Grzegorz Eckert Jacek Popławski |
|                                     | (A)pollonia                                                         | Krzysztof Warlikowski  | 2014-09-28 209 min (cz. I - 144 min, cz. II - 65 min). | Magdalena Cielecka Ewa Dałkowska Małgorzata Hajewska-Krzysztofik Monika Niemczyk Maja Ostaszewska                                                                                |

| Autor tekstu oryginalnego                   | Tytuł                                      | Reżyseria              | Data i czas emisji spektaklu                         | W rolach głównych                                                                                    |
| ------------------------------------------- | ------------------------------------------ | ---------------------- | ---------------------------------------------------- | --- |
| Małgorzata Sikorska-Miszczuk                | Walizka                                    | Wawrzyniec Kostrzewski | 2015-04-26 67 min.                                   | Adam Ferency Krzysztof Globisz Halina Łabonarska Marta Król Łukasz Lewandowski                       |
| Marcus Lloyd                                | Zabójcza pewność                           | Mariusz Malec          | 2015-03-23 57 min.                                   | Magdalena Cielecka Grzegorz Małecki                                                                  |
| Witold Gombrowicz Stefan Wyszyński          | Polacy                                     | Gabriel Gietzky        | 2015-05-19 66 min.                                   | Olgierd Łukaszewicz Radosław Krzyżowski                                                              |
| Mariusz Bieliński                           | Nad                                        | Mariusz Bieliński      | 2015-06-21 74 min.                                   | Eryk Lubos Henryk Talar Sławomira Łozińska Krzysztof Stroiński Anna Terpiłowska                      |
| Maciej Kowalewski                           | Miss HIV                                   | Krzysztof Czeczot      | 2015-05-24 64 min.                                   | Adam Woronowicz Dorota Kolak Katarzyna Warnke Olga Bołądź Anna Próchniak                             |
| Zyta Rudzka                                 | Cukier stanik                              | Agata Puszcz           | 2015-10-25 52 min.                                   | Krzysztof Stroiński Maria Maj Agnieszka Pawełkiewicz Piotr Głowacki Agnieszka Podsiadlik             |
| Piotr Rowicki                               | Chłopiec malowany                          | Piotr Ratajczak        | 2015-09-27 49 min.                                   | Beata Zygarlicka Michał Kaleta Michał Napiątek Dobromir Dymecki                                      |
| Władysław Reymont                           | Chłopi                                     | Wojciech Kościelniak   | 2015-01-03 170 min (cz. 1 – 90 min, cz. 2 – 80 min). | Karolina Trębacz Bernard Szyc Rafał Ostrowski Mariola Kurnicka Dorota Kowalewska                     |
| Wojciech Tomczyk                            | Zaręczyny                                  | Wojciech Nowak         | 2015-05-18 67 min.                                   | Katarzyna Gniewkowska Danuta Stenka Marta Ścisłowicz Jan Frycz Zbigniew Zamachowski Stefan Pawłowski |
| Gabriela Zapolska                           | Tragedia ludzi głupich patrz ich czworo    | Marcin Wrona           | 2015-12-28 91 min.                                   | Małgorzata Kożuchowska Artur Żmijewski Agata Buzek Mariusz Ostrowski Maja Ostaszewska                |
| Artur Pałyga                                | Tato                                       | Małgorzata Bogajewska  | 2015-10-27 104 min.                                  | Anna Rokita Adam Szarek Marcel Wiercichowski                                                         |
|                                             | Rybka canero                               | Juliusz Machulski      | 2015-09-07 79 min.                                   | Jan Englert Andrzej Zieliński Aleksandra Domańska Cezary Pazura Katarzyna Warnke                     |
| Zbigniew Brzoza/Wojciech Zrałek-Kossakowski | Obwód głowy                                | Zbigniew Brzoza        | 2015-09-29 94 min.                                   | Dorota Abbe Małgorzata Łodej-Stachowiak Daniela Popławska Julia Rybakowska Janusz Grenda             |
| Andrzej Szczypiorski                        | Msza za miasto Arras                       | Janusz Gajos           | 2015-12-15 81 min.                                   | Janusz Gajos                                                                                         |
| Tomasz Śpiewak                              | Koń, kobieta i kanarek                     | Remigiusz Brzyk        | 2015-04-14 127 min.                                  | Agnieszka Bieńkowska Maria Bieńkowska Beata Deutschman Dorota Ignatjew Edyta Ostojak                 |
| Krzysztof Bizio                             | Komety                                     | Leszek Dawid           | 2015-12-27 65 min.                                   | Agata Kulesza Janusz Chabior Piotr Głowacki Magdalena Jaworska                                       |
| Gabriela Zapolska                           | Ich czworo                                 | Marcin Wrona           | 2015-12-28 91 min.                                   | Małgorzata Kożuchowska Artur Żmijewski Agata Buzek Mariusz Ostrowski Maja Ostaszewska                |
| Dorota Masłowska                            | Dwoje biednych rumunów mówiących po polsku | Agnieszka Glińska      | 2015-03-03 80 min.                                   | Monika Krzywkowska Dorota Landowska Agnieszka Pawełkiewicz Marcin Januszkiewicz Modest Ruciński      |
| Aleksander Fredro                           | Damy i huzary                              | Krystyna Janda         | 2015-11-16 81 min.                                   | Andrzej Grabowski Sławomir Orzechowski Grzegorz Małecki Ignacy Gogolewski Krystyna Janda             |
| Radosław Paczocha                           | Broniewski                                 | Adam Orzechowski       | 2015-03-24 176 min (akt 1 – 97 min, akt 2 – 79 min). | Michał Jaros Robert Ninkiewicz                                                                       |
| Michał Walczak                              | Amazonia                                   | Bodo Kox               | 2015-03-16 90 min.                                   | Jakub Gierszał Marcin Dorociński Adam Woronowicz Klara Bielawka Aleksandra Domańska Lesław Żurek     |

| Autor tekstu oryginalnego | Tytuł                                           | Reżyseria                   | Data i czas emisji spektaklu | W rolach głównych |
| ------------------------- | ----------------------------------------------- | --------------------------- | ---------------------------- | --- |
| Magda Fertacz             | Trash story                                     | Marta Miłoszewska           | 2016-01-31 55 min.           | Aleksandra Justa Izabela Kuna Eryk Kulm Piotr Ligienza Marta Subda |
| Marek Modzelewski         | Koronacja                                       | Sebastian Chondrokostas     | 2016-04-24 61 min.           | Piotr Ligienza Marcin Bosak Irena Sierakowska Agata Wątróbska Magdalena Kuta |
| Radosław Paczocha         | Wizyta                                          | Agnieszka Maskovic          | 2016-10-30 42 min.           | Dawid Ogrodnik Krzysztof Stelmaszyk Ewa Wencel Danuta Nagórna Jerzy Radziwiłowicz |
| Anna Wakulik              | Wasza wysokość                                  | Agnieszka Smoczyńska        | 2016-11-27 52 min.           | Dorota Kolak Jacek Romanowski Agnieszka Żulewska |
| Tankred Dorst             | Ja, Feuerbach                                   | Piotr Fronczewski           | 2016-03-27 84 min.           | Piotr Fronczewski |
| Zofia Nałkowska           | Dom kobiet                                      | Wiesław Saniewski           | 2016-03-07 72 min.           | Anna Polony Joanna Szczepkowska Danuta Stenka Maria Pakulnis Maja Ostaszewska Joanna Kulig Małgorzata Potocka Katarzyna Sawczuk |
| Marek Kochan              | Traktat o miłości                               | Agata Puszcz                | 2016-12-04 51 min.           | Agnieszka Podsiadlik Dorota Landowska Andrzej Mastalerz Piotr Domalewski Michał Żurawski |
|                           | Totus tuus                                      | Paweł Woldan                | 2016-10-24 75 min.           | Ireneusz Czop Adam Woronowicz Olgierd Łukaszewicz |
| Sarah Ruhl                | Posprzątane                                     | Agnieszka Lipiec-Wróblewska | 2016-11-21 74 min.           | Dominika Kluźniak Agata Kulesza Aleksandra Konieczna Wiktoria Gorodeckaja Piotr Adamczyk |
| Michaił Bułhakow          | Mistrz i Małgorzata                             | Artur Tyszkiewicz           | 2016-12-26 168 min.          | Przemysław Stippa Daniel Dobosz Wojciech Rusin Jacek Król Janusz Łagodziński |
| Aleksander Fredro         | Mąż i żona                                      | Jan Englert                 | 2016-05-30 62 min.           | Beata Ścibakówna Milena Suszyńska Jan Englert Grzegorz Małecki |
| Wiktor Szenderowicz       | Ludzie i anioły                                 | Wojciech Adamczyk           | 2016-04-18 91 min.           | Sławomir Orzechowski Andrzej Zieliński Zbigniew Suszyński Leon Charewicz Jacek Bursztynowicz |
| Mikołaj z Wilkowiecka     | Historyja o chwalebnym zmartwychwstaniu pańskim | Piotr Tomaszuk              | 2016-03-20 95 min.           | Piotr Tomaszuk Rafał Gąsowski Dariusz Matys Bartłomiej Olszewski Monika Kwiatkowska |
| Joanna Szczepkowska       | Goła baba                                       | Joanna Szczepkowska         | 2016-12-05 72 min.           | Joanna Szczepkowska |
|                           | Gdzie ty idziesz dziewczynko                    | Agnieszka Glińska           | 2016-10-04 38 min.           | Małgorzata Biela Mateusz Bieryt Karolina Burek Izabela Chlewińska Zuzanna Czerniejewska Magdalena Fejdasz Łukasz Lewandowski Irena Melcer Weronika Nockowska Weronika Pelczyńska Łukasz Przytarski Paulina Puślednik Patryk Szwichtenberg Marcin Wojciechowski |
| Wojciech Tomczyk          | Breakout                                        | Ewa Pytka                   | 2016-09-19 82 min.           | Bartosz Opania Zbigniew Zamachowski Weronika Nockowska Barbara Garstka Józef Pawłowski |

| Autor tekstu oryginalnego | Tytuł                                 | Reżyseria              | Data i czas emisji spektaklu | W rolach głównych                                                                                        |
| ------------------------- | ------------------------------------- | ---------------------- | ---------------------------- | --- |
| Vaclav Havel              | Motyl na antenie                      | Wanda Laskowska        | 2017-03-21 46 min.           | Danuta Szaflarska Wanda Koczeska Jan Kobuszewski Aleksander Dzwonkowski                                  |
| Karol Wojtyła             | Brat naszego boga                     | Paweł Woldan           | 2017-11-27 77 min.           | Borys Szyc Piotr Głowacki Wojciech Solarz Przemysław Stippa Paweł Paprocki Leszek Zduń Anna Milewska     |
| Ewa Kaim/Wojciech Szturc  | Do dna                                | Ewa Kaim               | 2017-12-26 100 min.          | Dominika Guzek Agnieszka Kościelniak Weronika Kowalska Jan Marczewski Łukasz Szczepanowski               |
| Stefan Żeromski           | Dzieje grzechu                        | Michał Kotański        | 2017-04-18 108 min.          | Magda Grąziowska Andrzej Plata Wojciech Niemczyk Mirosław Bieliński                                      |
| Polina Żerebcowa          | Dziennik czeczeński Poliny Żerebcowej | Iwan Wyrypajew         | 2017-10-03 70 min.           | Andrzej Seweryn                                                                                          |
| Sławomir Mrożek           | Emigranci                             | Piotr Cyrwus           | 2017-11-06 80 min.           | Piotr Cyrwus Szymon Kuśmider                                                                             |
| Anna Bojarska             | Lekcja polskiego                      | Mariusz Malec          | 2017-09-25 73 min.           | Artur Żmijewski Eliza Rycembel                                                                           |
| Irina Waśkowska           | Lekcje miłości                        | Rafał Sabara           | 2017-10-09 70 min.           | Ewa Dałkowska Edyta Jungowska                                                                            |
| Astolphe de Custine       | Listy z Rosji                         | Wawrzyniec Kostrzewski | 2017-03-13 89 min.           | Piotr Adamczyk Adam Ferency Halina Łabonarska                                                            |
| Wojciech Tomczyk          | Marszałek                             | Krzysztof Lang         | 2017-12-04 72 min.           | Mariusz Bonaszewski Andrzej Grabowski Mirosław Baka Adam Woronowicz Grzegorz Mielczarek                  |
| Mariusz Bieliński         | Mrok                                  | Artur Tyszkiewicz      | 2017-12-17 95 min.           | Marcin Hycnar Sławomira Łozińska Andrzej Blumenfeld Przemysław Stippa Kamilla Baar                       |
| Rachela Auerbach          | Rachela                               | Iwona Siekierzyńska    | 2017-09-19 46 min.           | Jowita Budnik                                                                                            |
| Joseph Conrad             | Spiskowcy                             | Jan Englert            | 2017-10-23 86 min.           | Mateusz Rusin Michalina Łabacz Jan Frycz Wojciech Malajkat Daniel Olbrychski Krzysztof Wakuliński        |
| Aleksander Fredro         | Śluby panieńskie                      | Jan Englert            | 2017-03-27 97 min.           | Katarzyna Gniewkowska Kamilla Baar-Kochańska Patrycja Soliman Jan Englert Marcin Hycnar Grzegorz Małecki |
| Dominik W. Rettinger      | Wojna - moja miłość                   | Wojciech Nowak         | 2017-09-04 73 min.           | Małgorzata Kożuchowska Ireneusz Czop Marek Bukowski Lesław Żurek Jan Wieczorkowski                       |
| Robert Talarczyk          | Wujek.81. Czarna ballada              | Robert Talarczyk       | 2017-12-18 87 min.           | Ambroży Żychiewicz Karol Huget Michał Lupa Paweł Wawrzyczny Joanna Kściuczyk-Jędrusik                    |
| Maciej Wojtyszko          | Narodziny Fryderyka Demuth            | Maciej Wojtyszko       | 2017-03-23 87 min.           | Dominika Bednarczyk Marcin Sianko Karolina Kamińska Grzegorz Mielczarek Krzysztof Piątkowski             |
| Maciej Karpiński          | Światło w nocy                        | Krzysztof Czeczot      | 2017-02-26 54 min.           | Wojciech Mecwaldowski Łukasz Simlat Borys Szyc                                                           |
| Szymon Bogacz             | Zakład doświadczalny Solidarność      | Adam Sajnuk            | 2017-04-30 89 min.           | Edyta Olszówka Jolanta Olszewska Grzegorz Małecki Sławomira Łozińska Tadeusz Chudecki                    |
| Artur Pałyga              | Żyd                                   | Aneta Groszyńska       | 2017-01-29 69 min.           | Andrzej Grabowski Magdalena Kuta Dominika Kluźniak Andrzej Mastalerz Michał Tokaj                        |

| Autor tekstu oryginalnego                        | Tytuł                                         | Reżyseria                         | Data i czas emisji spektaklu | W rolach głównych                                                                                            |
| ------------------------------------------------ | --------------------------------------------- | --------------------------------- | ---------------------------- | --- |
| Witold Gombrowicz                                | Biesiada u hrabiny Kotłubaj                   | Robert Gliński                    | 2018-01-15 60 min.           | Anna Polony Barbara Krafftówna Bohdan Łazuka Grzegorz Małecki Piotr Adamczyk                                 |
| Jan Stefani                                      | Krakowiacy i górale                           | Barbara Wiśniewska                | 2018-01-07 118 min.          | Maciej Krzysztyniak Jadwiga Postrożna Karolina Filus Łukasz Rosiak Aleksander Zuchowicz                      |
| Marek Krajewski                                  | Mock                                          | Łukasz Palkowski                  | 2018-01-29 90 min.           | Szymon Piotr Warszawski Ireneusz Kozioł Zbigniew Lesień Agnieszka Żulewska Dobromir Dymecki Bartosz Bielenia |
| Joanna Murray-Smith                              | Victoria                                      | Ewa Pytka                         | 2018-03-12 85 min.           | Maria Pakulnis Jan Frycz Olga Bołądź Michalina Łabacz                                                        |
| Łukasz Wylężałek                                 | Alibi. Baśń tragikomiczna                     | Łukasz Wylężałek                  | 2018-05-14 74 min.           | Agnieszka Warchulska Jan Jankowski Andrzej Mastalerz                                                         |
| Wacław Niżyński                                  | Bóg Niżyński                                  | Piotr Tomaszuk                    | 2018-05-08 96 min.           | Rafał Gąsowski Katarzyna Pietruska Dariusz Matys                                                             |
| Stanisław Grochowiak                             | Chłopcy                                       | Robert Gliński                    | 2018-12-17 73 min.           | Jerzy Trela Marian Dziędziel Edward Linde-Lubaszenko Andrzej Grabowski                                       |
| Beata Hyczko/Tomasz Drozdowicz                   | Człowiek, który zatrzymał Rosję               | Tomasz Drozdowicz                 | 2018-11-26 87 min.           | Michał Żurawski Robert Gonera Kinga Ilgner Lidia Sadowa Weronika Nockowska                                   |
| Agnieszka Lipiec-Wróblewska                      | Fryderyk                                      | Agnieszka Lipiec-Wróblewska       | 2018-09-10 83 min.           | Krzysztof Szczepaniak                                                                                        |
| Jarosław Jakubowski                              | Generał                                       | Aleksandra Popławska Marek Kalita | 2018-12-10 85 min.           | Marek Kalita Małgorzata Maślanka Natalia Kalita Krzysztof Ogłoza Mariusz Jakus Robert Wabich                 |
| Grzegorz Królikiewicz/Jacek Raginis-Królikiewicz | Inspekcja                                     | Jacek Raginis-Królikiewicz        | 2018-04-09 88 min.           | Mariusz Ostrowski Piotr Głowacki Zygmunt Malanowicz Sławomir Sulej Przemysław Bluszcz                        |
| Kornel Makuszyński                               | Krawiec Niteczka                              | Jarosław Kilian                   | 2018-04-22 68 min.           | Grzegorz Feluś                                                                                               |
| Tadeusz Rittner                                  | Lato                                          | Jan Englert                       | 2018-11-19 71 min.           | Dominika Kluźniak Jan Englert Beata Ścibakówna Marcin Franc Ewa Wiśniewska                                   |
| Patrycja Dołowy                                  | Matki                                         | Paweł Passini                     | 2018-11-20 120 min.          | Monika Chrząstowska Sylwia Najah Joanna Przybyłowska Joanna Rzączyńska                                       |
| Władysław Szlengel                               | Okno na tamtą stronę                          | Artur Hofman                      | 2018-04-23 83 min.           | Wojciech Solarz Katarzyna Dąbrowska Adrianna Gruszka Katarzyna Żak Artur Barciś                              |
| Krzysztof Magowski                               | Ostatni hrabia. Edward Bernard Raczyński      | Krzysztof Magowski                | 2018-09-24 80 min.           | Olgierd Łukaszewicz Beata Ścibakówna Aleksandra Pisula Joanna Derengowska                                    |
| Aleksander Fredro                                | Pan Jowialski                                 | Artur Żmijewski                   | 2018-03-26 87 min.           | Adam Ferency Anna Dymna Danuta Stenka Tomasz Kot Joanna Kuberska                                             |
| Jan Brzechwa                                     | Pchła szachrajka                              | Anna Seniuk                       | 2018-12-26 63 min.           | Ewa Konstancja Bułhak Piotr Piksa                                                                            |
| Konrad Szczebiot/Janina Żukiewicz/Jan Nowara     | Popiełuszko                                   | Jan Nowara                        | 2018-10-15 72 min.           | Jakub Lasota Ewa Palińska Krzysztof Ławniczak                                                                |
| Stanisław Dygat                                  | Pożegnania                                    | Agnieszka Glińska                 | 2018-06-04 84 min.           | Marcin Hycnar Patrycja Soliman Krzysztof Stelmaszyk Dominika Kluźniak Dorota Landowska                       |
| Paweł Woldan                                     | Prymas Hlond                                  | Paweł Woldan                      | 2018-11-05 79 min.           | Henryk Talar Andrzej Mastalerz Wojciech Wysocki Radosław Pazura Redbad Klynstra-Komarnicki                   |
| Jakub Pączek/ Piotr Derewenda                    | Reytan. Druga strona drzwi                    | Jakub Pączek                      | 2018-10-08 70 min.           | Mirosław Haniszewski Grzegorz Mikołajczyk Wojciech Czerwiński Agnieszka Podsiadlik Magdalena Woleńska        |
| Marek Kochan                                     | Rio                                           | Redbad Klynstra-Komarnicki        | 2018-02-12 55 min.           | Emilia Komarnicka-Klynstra Redbad Klynstra-Komarnicki                                                        |
| Witold Gombrowicz                                | Ślub                                          | Anna Augustynowicz                | 2018-03-06 111 min.          | Grzegorz Młudzik Joanna Matuszak Grzegorz Falkowski                                                          |
| Józef Tischner/Wanda Czubernatowa                | Wariacje tischnerowskie. Kabaret filozoficzny | Artur "Baron" Więcek              | 2018-03-19 83 min.           | Piotr Cyrwus Beata Schimscheiner Jerzy Trela                                                                 |
| Włodzimierz Staniewski                           | Wesele. Wyspiański-Malczewski-Konieczny       | Włodzimierz Staniewski            | 2018-06-19 54 min.           | Mariusz Gołaj Joanna Holcgreber Marcin Mrowca Anna Dąbrowska Tatiana Oreszko                                 |
| Tomasz Śpiewak                                   | Wszystko o mojej matce                        | Michał Borczuch                   | 2018-09-18 123 min.          | Dominika Biernat Iwona Budner Agata Klepacz Monika Niemczyk Marta Ojrzyńska                                  |
| Jerzy Pilch                                      | Zabijanie Gomułki                             | Jacek Głomb                       | 2018-10-09 110 min.          | Mateusz Krzyk Zbigniew Waleryś Mateusz Krzyk Bogdan Grzeszczak Gabriela Fabian Ewa Galusińska                |
| Gabriela Zapolska                                | Żabusia                                       | Anna Wieczur-Bluszcz              | 2018-02-19 75 min.           | Kamilla Baar-Kochańska Arkadiusz Janiczek Małgorzata Kocik Katarzyna Gniewkowska Sławomir Orzechowski        |

| Autor tekstu oryginalnego       | Tytuł                                        | Reżyseria                  | Data i czas emisji spektaklu | W rolach głównych |
| ------------------------------- | -------------------------------------------- | -------------------------- | ---------------------------- | --- |
| Stanisław Wyspiański            | Wesele                                       | Wawrzyniec Kostrzewski     | 2019-01-28 106 min.          | Grzegorz Małecki Dominika Kluźniak Piotr Ligienza Diana Zamojska Piotr Adamczyk                                       |
| Andrzej Strzelecki              | Paradiso                                     | Andrzej Strzelecki         | 2019-03-18 84 min.           | Piotr Fronczewski Witold Dębicki Piotr Machalica Jan Englert Wojciech Pszoniak                                        |
| Remigiusz Grzela                | Oriana Fallaci. Chwila w której umarłam      | Ewa Błaszczyk              | 2019-03-05 55 min.           | Ewa Błaszczyk |
| Kornel Makuszyński              | List z tamtego świata                        | Anna Wieczur-Bluszcz       | 2019-01-07 83 min.           | Wojciech Wysocki Joanna Jeżewska Krzysztof Dracz Beata Fido Monika Pikuła                                             |
| Julian Tuwim                    | Kwiaty polskie. Fragmenty                    | Jan Englert                | 2019-05-03 52 min.           | Jan Englert Beata Ścibakówna                                                                                          |
| Wiktor Szenderowicz             | Ekspedycja                                   | Wojciech Adamczyk          | 2019-02-04 83 min.           | Adrian Zaremba Cezary Żak Marta Lipińska Martyna Byczkowska Witold Wieliński                                          |
| Heinz Janisch                   | Całe królestwo króla                         | Marcin Jarnuszkiewicz      | 2019-10-13 61 min.           | Magdalena Dehr Julianna Dorosz Sylwia Koronczewska-Cyris Marek A. Cyris Krzysztof Dutkiewicz Marcin Ryl-Krystianowski |
| Jarosław Jakubowski             | Znaki                                        | Artur Tyszkiewicz          | 2019-04-01 60 min.           | |
| Redbad Klynstra-Komarnicki      | Ziemia uderzyła o piłkę                      | Grzegorz Jankowski         | 2019-05-07 61 min.           | |
| Ernest Bryll                    | Wieczernik                                   | Krzysztof Tchórzewski      | 2019-04-15 61 min.           | |
| Stanisław Ignacy Witkiewicz     | W małym dworku                               | Jan Englert                | 2019-12-09 73 min.           | |
| William Shakespeare             | Szekspir Forever!                            | Andrzej Seweryn            | 2019-09-10 97 min.           | |
| Folker Bohnet/Alexander Alexy   | Oscar dla Emily                              | Kinga Dębska               | 2019-10-07 65 min.           | |
| Magdalena Zaniewska             | Kalina                                       | Agata Biziuk-Brajczewska   | 2019-11-19 90 min.           | |
| Jewgienij Griszkowiec           | Jednocześnie                                 | Artur Tyszkiewicz          | 2019-04-02 54 min.           | |
| Gustaw Herling-Grudziński       | Inny świat                                   | Igor Gorzkowski            | 2019-10-21 88 min.           | |
| Wojciech Tomczyk                | Imperium                                     | Robert Talarczyk           | 2019-09-30 71 min.           | |
| Ewa Pytka                       | Helskie dzwony                               | Ewa Pytka                  | 2019-11-11 24 min.           | |
| William Shakespeare             | Hamlet                                       | Michał Kotański            | 2019-10-28 109 min.          | |
| Maciej Wojtyszko                | Fantazja polska                              | Maciej Wojtyszko           | 2019-11-18 72 min.           | |
| Roman Brandstaetter             | Dzień gniewu                                 | Jacek Raginis-Królikiewicz | 2019-11-25 84 min.           | |
| Maciej Dancewicz/Marek Bukowski | Dołęga-Mostowicz. Kiedy zamykam oczy         | Marek Bukowski             | 2019-05-20 76 min.           | |
| Janusz Krasiński                | Czapa czyli śmierć na raty. Dramat wisielczy | Zbigniew Lesień            | 2019-05-06 78 min.           | |
| Justyna Bargielska              | Clarissima                                   | Tomasz Cyz                 | 2019-10-01 50 min.           | |
| Molier                          | Chory z urojenia                             | Giovanni Pampiglione       | 2019-02-18 103 min.          | |
| Waldemar Łysiak                 | Cena                                         | Jerzy Zelnik               | 2019-03-04 83 min.           | |
| Jacek Ryś/Antoni Winch          | Blizny pamięci. Rzecz o Janie Karskim        | Jerzy Zelnik               | 2019-12-08 63 min.           | |
| Włodzimierz Perzyński           | Aszantka                                     | Jarosław Tumidajski        | 2019-04-29 80 min.           | |
| Djordje Lebović                 | Lalka z łóżka nr 21                          | Jan Kulczyński             | 2019-03-19 47 min.           | Henryk Borowski Halina Mikołajska                                                                                     |